# 馬爾他人
馬爾他人是一個主要分布馬爾他，以閃米語族的馬爾他語為母語的民族。馬爾他是位於地中海中部的一個島嶼。民族定義中的馬爾他人尚包括居住在馬爾他的姊妹島哥佐島的Gozitans。